# Gary Bertini
Gary Bertini (hebreo: גארי ברתיני ;1 de mayo de 1927—17 de marzo de 2005) fue un director y compositor israelí.

## Biografía
Gary Bertini nació en Shloyme Golergant en Bricheva, Besarabia, entonces en Rumania, ahora en el Distrito de Donduşeni, Moldavia. Su padre, K. A. Bertini (Aron Golergant), era un poeta y traductor del ruso (Leonid Andréiev) y del ídish (A.Sutzkever, H. Leivick) al hebreo y de las obras hebreas al ídish. Su madre Berta Golergant era física y bióloga. Emigraron a Palestina en 1946. Gary estudió música en el Music Teachers College, en Tel Aviv y después en Milán, graduándose de sus estudios en 1948, amplió su formación en el Conservatorio de París y en la Escuela Normal de Música bajo la tutela de los profesores Honegger, Messiaen y Nadia Boulanger. Posteriormente, Bertini completó su excelente formación musical estudiando musicología en La Sorbona.
A regresar a Israel, Gary Bertini estableció el Rinat (el Coro de Cámara del Israel) en 1955. Fue consejero musical de la Batsheva Dance Company y compuso música incidental para numerosas producciones del Habima, el teatro nacional de Israel y el Teatro Cámeri. Funda la Orquesta de Cámara de Israel en 1965 y fue su director hasta 1975. 
A partir de 1971, Bertini fue el principal director invitado de la Orquesta Sinfónica de la BBC de Escocia durante una década. En 1975 fue nombrado profesor en la Universidad de Tel-Aviv y sirvió como consejero artístico y musical del Festival de Israel entre 1976 y 1983. Durante estos años, Bertini también se dio a conocer en su faceta de compositor y vio estrenadas dos óperas suyas en Jerusalén y Múnich respectivamente. En la década de los ochenta, Bertini tuvo una gran actividad como director en diferentes cargos: Consejero musical de la Orquesta Sinfónica de Detroit (1981-1983); director principal e intendente de la Ópera de Frankfurt (1987-1990); y director titular de la Orquesta Sinfónica de la Radio de Colonia (1983-1991). Fue director de la Orquesta Sinfónica de Jerusalén de 1978 a 1986. También fue director artístico de la Nueva Ópera Israelí de 1994 hasta su muerte. 
Bertini trabajo también fuera de Israel. Fue consejero musical de la Orquesta Sinfónica de Detroit de 1981 a 1983 y Director Principal de la Orquesta Sinfónica de la WDR de Colonia de 1983 hasta 1991. También trabajó como director general de música de la Ópera de Fráncfort de 1987 a 1990, de la Orquesta Sinfónica Metropolitana de Tokio de 1998 a 2005 y, justo antes de morir, fue nombrado director del Teatro de San Carlosde Nápoles. También actuó como director invitado en la Ópera Estatal de Hamburgo, la Ópera Escocesa, La Scala, la Opéra Nacional de París y la Berlín Philharmonic entre otras agrupaciones.
En marzo de 2005 Bertini fue hospitalizado mientras estaba en París y fue transferido a un hospital en Tel Hashomer, Israel. Muere allí el 17 de marzo de 2005 y fue enterrado en Kfar Vitkin.
Bertini registró el ciclo completo de las sinfonías de Mahler (EMI Classics 40238) más La Canción de la Tierra, el cual es muy bien considerado por su respeto a las pautas estilísticas del compositor, el equilibrio de los tempi y la acertada selección de las intervenciones vocales, lo cual hace que pueda incluirse entre los ciclos grabados de referencia.
Director tanto de ópera como de conciertos, compositor y docente, Gary Bertini fue una de las personalidades musicales más versátiles de la segunda mitad del siglo XX. Dotado de una gran calidad musical y de una excelente técnica de batuta, Bertini fue un maestro muy temperamental que se caracterizó por su total entrega en los ensayos, a veces muy dura aunque estimulante para los profesores orquestales, y por su gesticulación muy expresiva. Bertini que hablaba ocho idiomas, se mostró como un director de abierto espíritu y receptivo a la innovación por lo que la música contemporánea formó parte sustancial de su extenso repertorio en el que sobresalieron de forma especial sus lecturas del post romanticismo y de la música francesa de principios del siglo XX.

## Premios
- En 1978, Israel Prize, for music[8]
- En 1995, Conductor of the Year Award
- En 1995, Premio Abbiati de la Unión de Críticos Musicales de Italia.

## Discografía seleccionada
- Debussy, L’Enfant prodigue y La Demoiselle élue, con José Carreras, Dietrich Fischer-Dieskau y Jessye Norman y la Orquesta Sinfónica de la Radio de Stuttgart,
- Gustav Mahler, lntegral de las sinfonías, con la Orquesta la Sinfónica de la WDR de Colonia,

- La Canción de la Tierra de Mahler, junto a Lipovsek y Heppner, y dirigiendo la Orquesta Sinfónica de la Radio de Colonia (EMI 40238);
- Misa en Do menor de Mozart, junto a Soffel, Quasthoff, Laki y Swensen, y dirigiendo la Orquesta Sinfónica de la Radio de Colonia (PHOENIX 116);
- Guerra y Paz de Prokófiev, junto a Kit, Brubaker, Obraztsova y Gunn, y dirigiendo la Orquesta de la Ópera de París (ARTHAUS 107029);
- La valse de Ravel dirigiendo la Orquesta Sinfónica de la Radio de Colonia (CAPRICCIO 71093);

- Ravel, Conciertos para piano en sol mayor y re menor, con Kun-Woo Paik y la Orquesta Sinfónica de la Radio de Stuttgart,
- Rossini, L'Italienne à Alger, con la Staatskapelle de Dresde,
- Igor Stravinsky, la Sinfonía de los salmos, con Dietrich Fischer-Dieskau y la Orquesta Sinfónica de la Radio de Stuttgart,
- Chaïkovski, la Sinfonía no 5, con la Orquesta Sinfónica de Bamberg,
- Kurt Weill, las Sinfonías no 1 y no 2, con Orquesta Sinfónica de la BBC,
- Zimmermann, el Requiem für einen jungen Dichter - con la Orquesta Sinfónica de la WDR de Colonia.